# Televisión Nacional de Chile Red Atacama
Televisión Nacional de Chile Red Atacama, o simplemente TVN Red Atacama, es la señal del canal estatal exclusiva para la Región de Atacama. Su sede está ubicada en la calle Henríquez 393, en el sector centro de Copiapó, capital de la Región de Atacama, lugar donde se ubican actualmente sus estudios.

## Historia

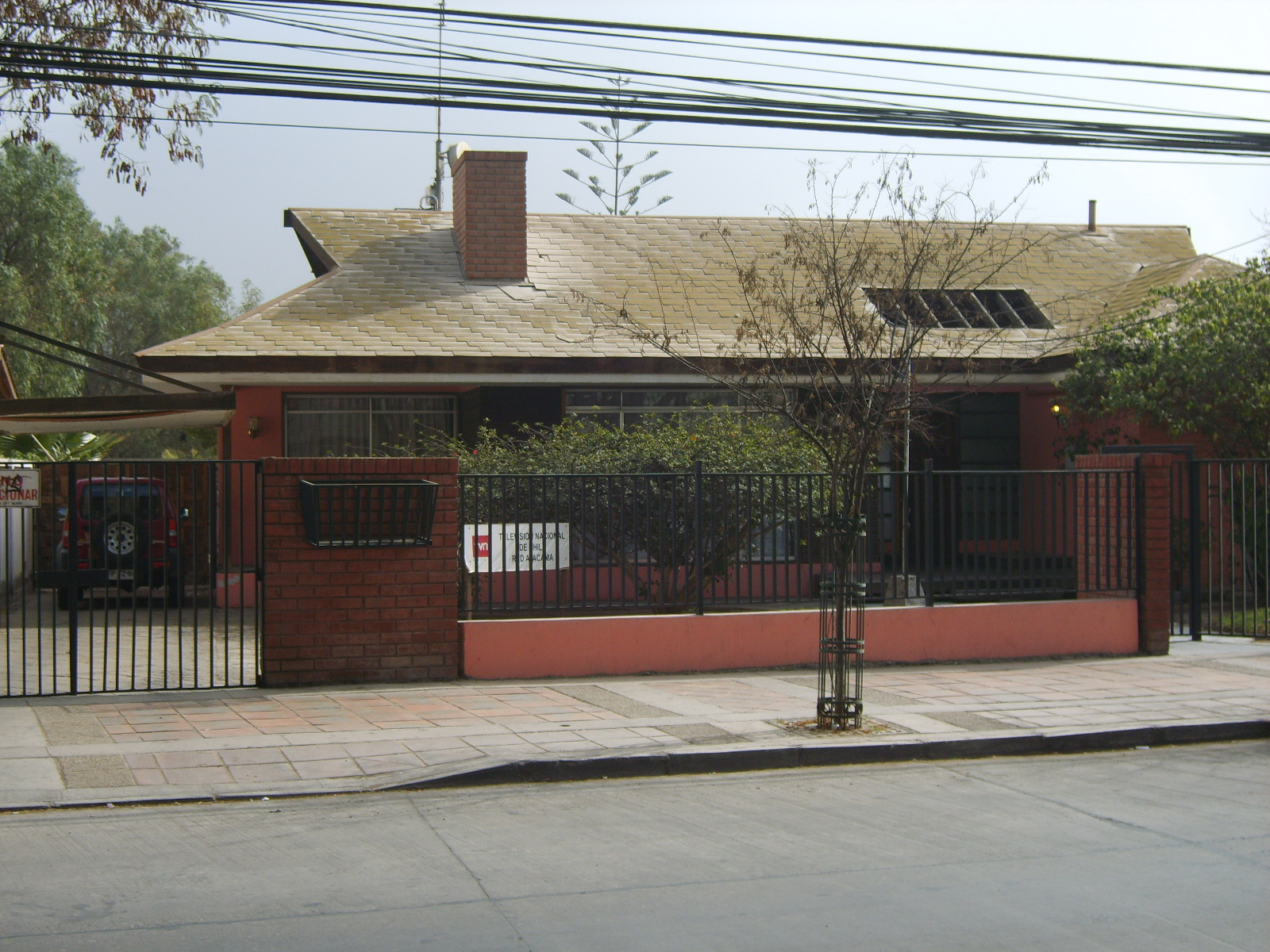
Estudios de TVN Red Atacama en Copiapó.

La instalación de la filial regional en 1992 fue producto del proyecto de regionalización que inició Televisión Nacional de Chile en 1969 con la creación de la Red Austral, con sede en Punta Arenas.
Desde sus inicios, la misión de TVN Red Atacama ha sido entregar las noticias a los televidentes de la región. De esta manera, el único programa que sigue sus transmisiones ininterrumpidamente ha sido 24 horas Red Atacama, junto con TV Tiempo Red Atacama.
En sus inicios en 1992, el equipo de producción era muy rudimentario, cosa que fue cambiando a través de los años, logrando en la actualidad enlaces en directo con las ediciones nacionales de 24 horas, para informar de lo acontecido en la región.
El año 1999 Red Atacama de TVN logra un hito al producir un programa propio llamado El Tambo, que aunque fue de corta duración mostró que la red regional estaba en condiciones técnicas de realizar producciones propias.
Entre sus últimos avances se cuenta la renovación completa de sus equipos, digitalizando todos ellos. Asimismo, en septiembre de 2007, Televisión Nacional de Chile anunció un concurso público para diseñar los nuevos edificios corporativos de las sedes regionales del canal.

## Programas
Actuales
- 24 horas Central Red Atacama

Anteriores
- 24 Horas Al Día Red Atacama (2001-2016)
- La Entrevista del Sábado Red Atacama
- TVTiempo Red Atacama (1992-2007)
- El Tambo (1999)

## Periodistas
Actuales
- Nathaly Campos (2008-presente)
- Camila Olivares (2017-presente)

Anteriores
- Claudia Peñailillo Cronoro (1998-2015)
- Luz Barrientos (2011-2019)
- Rubén Salinas (2015-2017)
- Andrea Meseguer (2017-2021)
- Pablo Araya (2007-2016)
- Juan Carlos Zapata (2006-2010)
- Jocelyne Carvajal (2007-2015)
- Pablo Amaro
- Carolina Carrasco (2009-2012)
- Carolina Ho Robledo (2002-2007)